# Frida (альбом)
Frida — дебютный сольный студийный альбом шведской певицы Анни-Фрид Лингстад, выпущенный в марте 1971 года на лейбле EMI Columbia. Альбом записывался в период с сентября 1970 по январь 1971 года, продюсером выступил тогдашний жених Фриды Бенни Андерссон.

## Список композиций
| №  | Название                               | Автор(ы)                                        | Длительность |
| -- | -------------------------------------- | ----------------------------------------------- | ------------ |
| 1. | «Tre kvart från nu»                    | Антон Рубинштейн, Петер Химмельстранд           | 3:14         |
| 2. | «Jag blir galen när jag tänker på dej» | Тедди Рандаццо, Роберт Вайнштейн, Стиг Андерсон | 3:27         |
| 3. | «Lycka»                                | Бенни Андерссон, Бьорн Ульвеус, Стиг Андерсон   | 2:59         |
| 4. | «Sen dess har jag inte sett ’en»       | народная, Клаес Розендаль (ар.)                 | 2:08         |
| 5. | «En ton av tystnad»                    | Пол Саймон, Ове Юнсьё                           | 4:00         |
| 6. | «Suzanne»                              | Леонард Коэн, Ове Юнсьё                         | 3:07         |

| №  | Название                                             | Автор(ы)                                | Длительность |
| -- | ---------------------------------------------------- | --------------------------------------- | ------------ |
| 1. | «Allting skall bli bra / Vad gör jag med min kärlek» | Тим Райс, Эндрю Ллойд Уэббер, Ове Юнсьё | 6:14         |
| 2. | «Jag är beredd»                                      | Пол Лека, Дениз Гросс, Стиг Андерсон    | 2:38         |
| 3. | «En liten sång om kärlek»                            | Сильвия Файн, Лассе Бергхаген           | 2:25         |
| 4. | «Telegram till fullmånen»                            | Корнелис Вресвик                        | 1:59         |
| 5. | «Barnen Sover»                                       | Петер Химмельстранд                     | 3:35         |

## Участники записи
Список составлен по сведениям базы данных Discogs.
Технический персонал:
- Бенни Андерссон — музыкальный продюсер
- Бьорн Норен — звукорежиссёр
- Ола Лагер — фотограф

## Позиции в хит-парадах
Еженедельные чарты:
| Хит-парад (2017)           | Высшая позиция |
| -------------------------- | -------------- |
| Швеция (Sverigetopplistan) | 28             |